# Жеравна
Жеравна (болг. Же́равна) — село в Болгарии. Находится в Сливенской области, входит в общину Котел. Население составляет 430 человек.

## География
Село Жеравна находится в горной местности, в средней части Балканских гор, недалеко от города Котел. Высота над уровнем моря составляет около 600 метров. Минимальная температура (январь) составляет около −10 °C, максимальная температура (июль) составляет около 32 °C.

## Достопримечательности
Жеравна является архитектурным заповедником и входит в список «Ста национальных туристических объектов Болгарии». В селе сохранилось около 200 деревянных домов, построенных в эпоху Болгарского национального возрождения. В селе расположены дома-музеи Савы Филаретова, Йордана Йовкова и Роисси Чорбаджи; также имеется читалиште «Единство».

## Политическая ситуация
В местном кметстве Жеравна, в состав которого входит Жеравна, должность кмета (старосты) исполняет Галя Недева (Реформистский блок).
Кмет (мэр) общины Котел — Коста Каранашев (ГЕРБ).

## Известные уроженцы
- Тодор Икономов (1835—1892) — политический деятель.
- Йордан Йовков (1880—1937) — писатель-прозаик.
- Сава Филаретов (1839—1910) — просветитель.